# 北山古墳
北山古墳（日语：／ Kitayamakofun），又稱北山1號墳，是位於日本鳥取縣東伯郡湯梨濱町野花、長和田的一座前方後圓墳，屬於北山古墳群，為日本國史跡，亦是鳥取縣最大規模的古墳，推測建於古墳時代中期（約5世紀前半）。

## 概要
古墳建於鳥取縣中央的湯梨濱町的西面，野花集落西側的丘陵前端。1966年曾經在此進行考古調查。
古墳為前方後圓墳，前方部分朝西南偏西，墳丘長110米，是鳥取縣以至島根縣內最大規模的。墳丘表面有葺石、圓筒埴輪、朝顏形埴輪和形象埴輪。
後圓部分的墓室的第1主體曾經遭到盜掘，但是從礫床和石材推測為豎穴式石室，石室是平行於墳丘主軸的長方形，考古調查中發現長6.2米，闊4.4米的礫床以及流向前方部分方向的排水溝，盜墓亦讓第1主體中只出土了少量管玉和甲碎片。第1主體石室以南兩米處為第2主體，建有箱式石棺，石棺長1.7米，闊和深0.5米，內有人骨、銅鏡（龍虎鏡）、勾玉、管玉、棗玉、鐵斧和刀。另外，第1主體以北3掌的地方有一幅長3米，闊1.8米鋪上白砂的地方，這裡也出土了少量文物出土品，石室周圍則出土了籠目土器。
從出土文物推測，古墳建於古墳時代中期，而東鄉池周邊則是東伯耆地域的首長墓，以北岸的橋津古墳群起至南岸的本古墳為止，迎來了最盛期，及後再沒有大型古墳出現。
1980年，古墳獲指定為日本國史跡。古墳的後圓部分以東50米是出土了變形四神四獸鏡的北山27號墳。

## 規模
古墳規模如下。
- 墳丘長：110米
- 後圓部分
  - 直徑：70米
  - 高：12米
- 前方部分
  - 長：62米
  - 高（主軸上）：5.5米
  - 高（側面）：9.5米
- 中間細部
  - 闊：43米

由於古墳建於斜坡之上，因此後圓部分基底高度與前方部分並不相同，撇除這些因素後圓部分較前方部分只高出1米。另外特徵來說前方部分和後圓部分的規模相當。

## 出土文物
考古調查中出土的文物如下。
第1主體
- 碧玉製管玉1個
- 短甲碎片27塊

第2主體
- 龍虎鏡1面，舶載鏡。
- 刀6把
- 斧頭1把
- 勾玉6個
- 棗玉1個
- 管玉67個

白砂部分
- 刀1把
- 雞形埴輪的頭部碎片

除此以外，墳丘也有發現各種埴輪，包括圓筒埴輪、朝顏形埴輪、楯形、短甲形、錣形和雞形等形象埴輪。

## 文物

### 日本國史跡
- 北山古墳，1980年6月3日指定[2]。

## 外部連結
- - 國指定文化財等數據庫（日語）
- 北山古墳（页面存档备份，存于）
- 歴史・伝統 > 北山古墳